# Люцерна посівна
Люцерна посівна, люцерна сійна (Medicago sativa) — квітуча багаторічна рослина з родини бобових (Fabaceae). Культивується як кормова культура. У Великій Британії, Австралії та Новій Зеландії, вона відома як англ. lucerne або англ. alfalfa. Одна з найцінніших рослин для польового травосіяння.
Люцерна посівна (або часом називається синя люцерна) та її природні гібриди з жовтою у Європі з'явилися давно: спершу в стародавній Греції, куди вона була завезена з Мідії (Іран) персами під час воєн, які вони вели проти Греції (середина першого тисячоліття до н. е.). Тому у Греції її називали «медікай» — мідійська трава, а в стародавньому Римі, куди вона потрапила з Греції, — герба медіка.

## Опис
На вигляд люцерна посівна нагадує конюшину — квітки темно- і світло-синього кольору, біб округлий, з 1–3 обертами спіралі, кущ — прямостоячий (висота стебла 80–150 см), злегка розлогий під кінець вегетації, насінина палево-жовта.
Розрізняють укісний, пасовищно-укісний і пасовищний екотипи. Укісний екотип має напіврозлогу розетку весняного відростання і прямостоячий кущ; пасовищно-укісний — розлогу розетку весняного відростання і напіврозлогий кущ; пасовищний екотип — сланку розетку і напівсланку форму куща.

## Використання

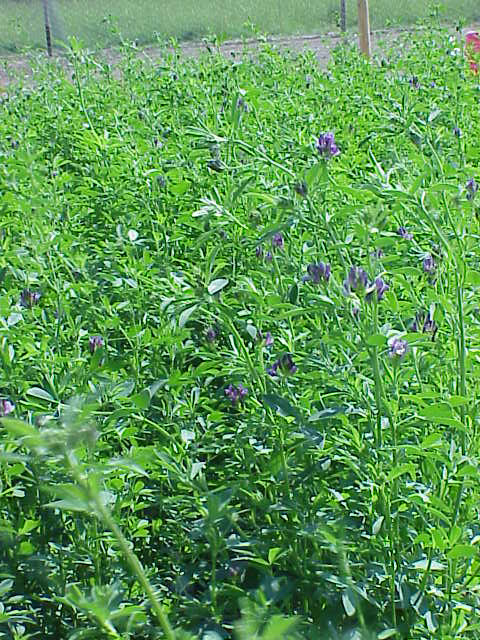
Поле люцерни посівної

Одна з найцінніших рослин для польового травосіяння. У сіні люцерни, зібраному у фазі бутонізації міститься до 10 % білка, а у висушеному листі — до 20 % білка, який за якостями не поступається білку курячих яєць. У люцерні є багато вітамінів, фосфору і кальцію 100 кг люцернового сіна містить 52 к.о., у 100 кг зеленої маси — до 20 к.о.
Висока кормова цінність люцерни поєднується з її високою продуктивністю. Вона швидко відростає (3-4 рази протягом вегетаційного періоду) і може давати впродовж літа ніжний поживний корм. Урожайність зеленої маси може становити 400—600 ц/га, сіна 50-120 ц/га і більше.

## Шкідники
- Сліпняк люцерновий
- Слоник люцерновий